# Alesia
Alesia er stedet hvor Gallerne ved Vercingetorix led det store nederlag til Cæsar i 52 f.Kr.. 
Stedets præcise placering har altid været omdiskuteret, da der ikke har været skrevne kilder om det. Selv ikke Cæsars erindringer om slaget Cæsars Gallerkrig placerer stedet præcist. Flere steder har derfor i tidens løb været i spil. I Bourgogne mente man på grund af den oplagte navnelighed, at Alesia lå i Alise-Sainte-Reine. Samme argument har man brugt i Alaise i Jura. Af en anden grund har Chaux-des-Crotenay også været nævnt. I dag er det officielt blevet til, at Alesia ligger ved Alise, fordi Napoleon III i 1860 bestemte det.. For at understege sin pointe lod han i 1865 en statue af Vercingetorix opføre på stedet.
I dag er der arkæologisk center.